# Lycodes soldatovi
Lycodes soldatovi är en fiskart som beskrevs av Taranetz och Andriashev, 1935. Lycodes soldatovi ingår i släktet Lycodes och familjen tånglakefiskar. Inga underarter finns listade i Catalogue of Life.